# Trichogrammatidae
Famille
Les Trichogrammatidae sont une famille d'insectes hyménoptères apocrites térébrants de la super-famille des Chalcidoidea.

## Morphologie
Taille de 0,3 à 1,2 mm. Couleur variant du jaune au marron foncé, jamais d'aspect métallique. 
Antenne de 5 à 9 segments, pronotum très court. Les ailes sont plumeuses. 
Les tarses ont 3 segments, l'ovipositeur est soit caché soit bien visible.
Ils se différencient par :
- Petite taille.
- Peu sclérifié.
- Jamais d'aspect métallique.

- Genres : Trichogramma, Xenufens, Ufens, Ophioneurus, Lathromeris…

## Taxonomie
Cette famille comprend 91 genres pour 833 espèces (Noyes, 2001).

### Liste des genres
- Aphelinoidea Girault 1911   (34 espèces)
- Apseudogramma Girault 1915
- Asynacta Förster 1856
- Australufens Girault 1935
- Bloodiella Novicky 1935
- Brachista Walker 1851
- Brachistagrapha De Santis 1997
- Brachygrammatella Girault 1915
- Brachyia Strand 1928
- Brachyufens Viggiani 1968
- Chaetogramma Doutt 1975
- Chaetostricha Walker 1851
- Chaetostrichella Girault 1914
- Densufens Lin 1994
- Doirania Waterston 1928
- Emeria Skalski 1988
- Enneagmus Yoshimoto 1975
- Epoligosita Girault 1916
- Epoligositina Livingstone & Yacoob 1983
- Eteroligosita Viggiani 1976
- Eutrichogramma Lin 1981
- Gnorimogramma De Santis 1972
- Haeckeliania Girault 1912
- Hayatia Viggiani 1982
- Hispidophila Viggiani 1968
- Hydrophylita Ghesquière 1946
- Ittys Girault 1911
- Ittysella Pinto & Viggiani 1988
- Japania Girault 1911
- Lathrogramma De Santis 1952
- Lathromeris Förster 1856    (22 espèces)
- Lathromeroidea Girault 1912
- Lathromeromyia Girault 1914
- Megaphragma Timberlake 1924
- Microcaetiscus Ghesquière 1946
- Mirufens Girault 1915
- Monorthochaeta Blood 1923
- Neobrachista Girault 1912
- Neobrachistella Girault 1912
- Neocentrobia Girault 1912
- Neocentrobiella Girault 1915
- Neolathromera Ishii 1934
- Oligosita Walker 1851    (141 espèces)
- Oligositoides Doutt 1968
- Ophioneurus Ratzeburg 1852
- Paracentrobia Howard 1897    (42 espèces)
- Parahispidophila Yousuf & Shafee 1988
- Paraittys Viggiani 1972
- Paratrichogramma Girault 1912
- Paruscanoidea Girault 1915
- Pintoa Viggiani 1988
- Poropoea Förster 1851
- Prestwichia Lubbock 1864
- Probrachista Viggiani 1968
- Prochaetostricha Lin 1981
- Prosoligosita Hayat & Husain 1981
- Pseudobrachysticha Girault 1915
- Pseudogrammina Ghesquière 1946
- Pseudomirufens Lou 1998
- Pseudoxenufens Yoshimoto 1976
- Pterandrophysalis Novicky 1935
- Pterygogramma Perkins 1906     (12 espèces)
- Soikiella Novicky 1934
- Szelenyia Novicky 1940
- Thoreauia Girault 1916
- Trichogramma Westwood 1833    (195 espèces)
- Trichogrammatella Girault 1911
- Trichogrammatoidea Girault 1911    (24 espèces)
- Trichogrammatomyia Girault 1916
- Tumidiclava Girault 1911      (18 espèces)
- Tumidifemur Girault 1911
- Ufens Girault 1911    (30 espèces)
- Ufensia Girault 1913
- Urogramma Girault 1920
- Uscana Girault 1911    (26 espèces)
- Uscanella Girault 1911
- Uscanoidea Girault 1911
- Uscanopsis Girault 1916
- Xenufens Girault 1915
- Xenufensia Girault 1938
- Xiphogramma Novicky 1940
- Zagella Girault 1918    (8 espèces)
- Zelogramma Noyes & Valentine 1989

## Biologie
Ce sont des parasitoïdes oophages solitaires ou grégaires, le plus souvent de lépidoptères, hémiptères, coléoptères, thysanoptères, hyménoptères, diptères et neuroptères.  Ils sont généralement assez polyphages. Des espèces sont phorétiques. Leur parasitisme atteint au champ 90 %. Une espèce est parasitoïde du pou épineux du riz Dicladispa gestroi (coléoptère Chrysomelidae Hispinae). Prestwichia aquatica parasite des œufs de Notonectes, Dytiques et Hygrobia. Hydrophyla aquivolans parasite Ischnura sp.
Leur fécondité est de l'ordre de 30 à 80 œufs par femelle et ils présentent de 5 à 10 générations par an selon les régions.

## Utilisation en lutte biologique
Ce sont des candidats de choix pour la lutte biologique contre un grand nombre de ravageurs, du fait de leur polyphagie et de leur facilité d'élevage.
- En France, des espèces font l'objet d'élevages de masse pour des lâchers massifs saisonniers, comme Trichogramma brassicae contre la pyrale du maïs Ostrinia nubilalis.
- Trichogramma minutum et d'autres espèces sont utilisées aux États-Unis.
- Une espèce de Trichogramme nommée Trichogramma fasciatum (mais qui est probablement Trichogramma exiguum ou Trichogramma fuentesi) a été importée de Floride à Madagascar pour renforcer l'action de l'espèce indigène (T. chilonis) sur la borer de la canne à sucre, ravageur de la canne à sucre. Un lâcher de neuf millions d'individus a eu lieu en 1962. Seuls quelques exemplaires ont été retrouvés en 1964, marquant l'échec de cette tentative.